# الصحوة الوطنية الألبانية

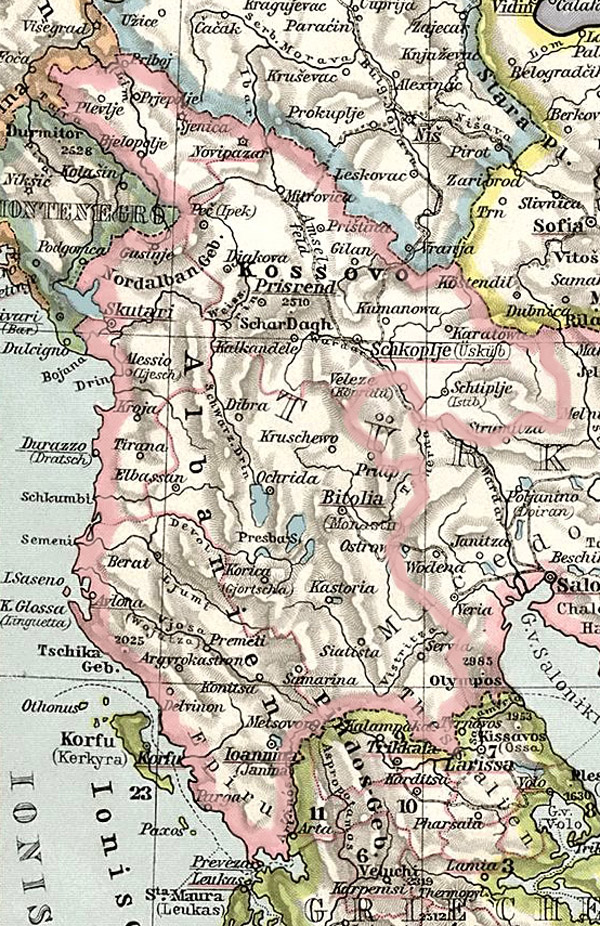

الصحوة الوطنية الألبانية، والمعروفة باسم النهضة الألبانية، أو الانتعاش الألباني هي حركة ثقافية وسياسية واجتماعية في التاريخ الألباني استمرت طوال فترة القرنين التاسع عشر والعشرين، إذ تجمّع الشعب الألباني وأسّس حياة ثقافية وسياسية مستقلة، وشكّلوا ألبانيا كبلد واحد.
قبل ظهور القومية، كانت ألبانيا تحت حكم الإمبراطورية العثمانية لخمسة قرون تقريبًا، وقمعت السلطات العثمانية أي تعبير عن الوحدة الوطنية أو الوعي الوطني من قبل الشعب الألباني.
يوجد بعض النقاش بين الخبراء حول وقت بدء الحركة القومية الألبانية. تُرجع بعض المصادر أصولها إلى الثورات التي قامت ضد المركزية في ثلاثينيات القرن التاسع عشر، ومصادر أخرى تشير إلى بدئها مع أول محاولة لنشر أبجدية موحدة للألبانية في عام 1844 من قبل نعوم فيلكهارشي، أو إلى انهيار عصبة بريزرين خلال الأزمة الشرقية في عام 1881، وظهرت أيضًا آراء وسطية بين الأطروحات الثلاث السابقة، مثل الرأي الذي افترض أن القومية الألبانية ذات أسس موجودة مسبقًا، لكنها توطّدت كحركة خلال الأزمة الشرقية (1878-1881).
يوجد رأي آخر اقترح أن الوطنية الألبانية تبرعمت أثناء الإصلاحات التي حدثت في العقود الأولى من القرن التاسع عشر، لكن القومية الألبانية ظهرت بشكل صريح في ثلاثينيات وثمانينيات القرن التاسع عشر كحركة رومانسية للإصلاح الاجتماعي، وكان محرّكها الأساسي مجموعة من الألبان الذين نشروا أفكارهم من خارج ألبانيا، ثم تحولت إلى حركة وطنية علنية في سبعينيات القرن التاسع عشر، وفي 20 ديسمبر عام 1912 اعترف مؤتمر منظمة السفراء في لندن بألبانيا المستقلة بحدودها الحالية.

## خلفية

### من عام 1831 حتى 1878
بعد سقوط يانينا باشليك، تلاشت قوة البيكوات (مفرد البيك) الألبان وتأثيرهم. حاول الباقون استعادة حكمهم. عُقد اجتماع في بيرات في عام 1828، وأقرّوا اتفاقية كان زعماؤها إسماعيل بك قملي، وزيلفتار بودا، وشاهين بيج دلفينا. حاولت الإمبراطورية العثمانية منع ظهور البيكوات المحليين؛ لأن ذلك شكل تهديدًا للسلطة المركزية. وفي عام 1830 أرسل مقر الباب العالي قوة استكشافية تحت قيادة رشيد محمد باشا لقمع البيكوات الألبان المحليين. عند سماع خبر وصول القوات العثمانية بدأ أقوى ثلاثة زعماء محليين، وهم زيليفتر بودا برفقة من تبقى من مجموعة علي باشا، وفييلي بيك (الذي كانت قاعدته السياسية تتمركز حول يانينا)، وأرسلان بيك، إلى جانب بيكوات آخرين أقل قوة في إعداد قواتهم لمقاومة أي هجوم عثماني محتمل. وإدراكًا لخطورة الموقف وخطر الانتفاضة العامة، دعا رشيد محمد باشا البيكوات الألبان إلى اجتماع؛ بحجة أنهم سيُكافَؤون على ولائهم للباب العالي، لكنهم قُتلوا جميعًا مع حراسهم أيضًا.
آخر الباشاليك الألبان الذي سقطوا سكوتاري باشليك. انتهى حكم سلالة بوشاتي عندما حاصر الجيش العثماني بقيادة محمد رشيد باشا قلعة روزافا، وأجبر مصطفى رشيتي على الاستسلام (في عام 1831). انتهت الهزيمة الألبانية بتحالف مخطط بين البيكوات الألبان، والنبلاء البوسنيين الذين كانوا يسعون أيضًا إلى الحكم الذاتي، وبدلاً من الباشاليك أُنشئت ولايات سكوتاري وكوسوفو.

### الثورات المبكرة
أراد مقر الباب العالي عن طريق تخلّصه من نظام تيمار تعزيز حكومته المركزية، واستعادة قوة الإمبراطورية التي ضعفت بشدّة بسبب التخلف الاقتصادي، والاجتماعي الناتج عن النظام الاستغلالي، والانتفاضات المستمرة للشعوب. بدأت الإصلاحات العثمانية في ألبانيا منذ الثلاثينيات، ووجهوا ضربة إلى صفوف الطبقة الإقطاعية العسكرية القديمة التي أضعفتها الحملات العثمانية من عام 1822 إلى عام 1831. قُضي على بعض الرؤوس الإقطاعية المدبّرة التي أطلقت الثورات، ونُفي آخرون، وهرب الذين استطاعوا خارج البلاد. وأعلن عودة جميع ممتلكاتهم إلى الدولة. وأدى ذلك إلى وجود مُلّاك جدد للأراضي ذوي صلات مع الباب العالي. تطوّرت أيديولوجية القومية الألبانية بصعوبة بسبب الاحتلال العثماني، وكانت محدودةً في المناطق المأهولة بالسكان الألبان في البلقان. وجد الألبان ظروفًا أكثر ملاءمة لتطوير أفكارهم في الخارج، مثل عاصمة الإمبراطورية، وإسطنبول، وإيطاليا، ودول البلقان الأخرى. أصبحت الأفكار القومية واضحة عبر الانتفاضات الشعبية ضد إصلاحات التنظيمات العثمانية، لكنها لم تصل بعد إلى الفترة التي ستتشكل فيها سياسة كاملة للحركة الوطنية. عبّر الألبان عن ذلك بشكل أكبر من خلال الأعمال الأدبية، والدراسات التي أجروها عن الشعب، والتاريخ، واللغة، والثقافة الألبانية. حارب الريلينداس في كتاباتهم لاستحضار مشاعر الحب للبلاد من خلال تمجيد التقاليد الوطنية، وفترات من التاريخ الخاص بهم، وخاصة تلك التي تعود إلى عصر سكاندربيغ، والثقافة الشعبية؛ وكرّسوا الكثير من الاهتمام للغة الأم، والمدارس الألبانية كوسيلة لتأكيد الفردية، وإثبات قوميتهم.
نُفّذت الإصلاحات المركزية للحكومة العثمانية على الفور مع نشر الأفراد المدنيين والعسكريين في ألبانيا. قوبل هذا بمقاومة من السكان المحليين الذين بدؤوا في البداية برفض تنفيذ الأوامر، وتحولوا بسرعة إلى تمرد مسلح. بعد قمع العثمانيين لثورتين محليتين اندلعتا في بداية عام 1833 في كولونجو وفي ديبر، حدثت انتفاضات في منطقة بيرات فلوري-دلفين-شاموريا أكبر من تلك التي سبقتها. كان سبب هذه التصرفات من قبل الجيش العثماني هو أن الرعب، والتعاسة المتزايدة للسكان المحليين تزيد من التوقعات في حدوث تمرّد جديد. وانتشر المحرضون الهاربون عبر المقاطعات لتنظيم المزيد من التمردات، داعين الناس إلى الاستعداد للحرب. أُرسل آخرون إلى المقاطعات المجاورة لتأمين وجودهم من خلال الإشارة إلى أنهم «إخوة» لهم. للتغلب على خطر اندلاع الكراهية الشعبية الجديدة حثّت السلطات العثمانية في بداية عام 1844على اتخاذ إجراءات عاجلة. وركزوا قوات عسكرية كبيرة في نقاط مختلفة، وخاصة في بيتولا، إذ كان الوضع فيها هو الأسوأ. بحلول نهاية مارس 1844، اندلعت الانتفاضة الجديدة ولكنها قُمعت أيضًا.
في السنوات التي تلت ذلك، كانت هناك انفجارات من التمرد المسلح في جميع أنحاء ألبانيا ضد الإصلاحات المركزية العثمانية، وخاصة ضد عبء الضرائب الجديدة المفروضة، وضد الخدمة العسكرية الإلزامية. ولكن في الوقت نفسه وفي خضمّ هذه التمردات بدأت المطالبات الوطنية الأولية تنتشر، وظهرت هذه المطالبات خاصة في ثورة عام 1847، التي أخذت على عاتقها نشر ذلك في نسبة كبيرة في منطقتين في جنوب ألبانيا: في منطقة جيروكاسترا بقيادة زينيل جوليكا، وفي منطقة بيرات بقيادة رابو هيكالي.